# 剃刀与刀片商业模式
剃刀与刀片商业模式是指商家低價出售主產品但高價出售互补品（例如消耗品）的商业模式。例如商家廉價出售噴墨打印機但以巨幅價格出售墨盒。  這一商業模式據說來自於金·坎普·吉列，有說法是他發現一次性剃鬚刀刀片需求量大，可以帶來源源不斷的收入，於是他決定低價出售剃须刀，高價出售一次性剃鬚刀刀片。